# Алое вера
Алое вера (Aloe vera) е вечнозелено тропическо многогодишно растение от рода Алое на семейство Асфоделови. Има сочни дебели листа, които съдържат антрахинонови гликозиди, биогенни стимулатори и др. Отглежда се и като градинско културно растение. Използва се за медицински цели във фармацевтиката, в козметиката и в хранителната индустрия.
Много често хората бъркат това растение с кактус. В листата на алое вера се съдържат значителни количества от полизахаридния гел ацеманан, който е богат на полезни вещества, като в това число влизат всички важни витамини, минерали, ценни аминокиселини и протеини и много други. Именно тези свойства са спечелили на алое вера прозвището „растение чудо“. То се използва и за лечение на очни заболявания, подобряване на зрението, подобряване на притока на кислород, възвръщане на нормалната форма на кръвоносните съдове и др.
Кожата от алое съдържа алоин, който е отровен. Продуктите, направени от алое вера, обикновено използват само гела.
Гелът от алое обикновено се използва за приготвяне на локални лекарства за кожни заболявания, като изгаряния, рани, измръзване, обриви, псориазис, херпес или суха кожа. Има много продукти, съдържащи ацеманан от алое вера, включително лосиони за кожа, козметика, мехлеми и гелове за леки изгаряния, кожни ожулвания, ухапвания от насекоми и изгаряния от вятър. Латексът от алое може да се получи в изсушена форма, наречена смола, или като „изсушен сок от алое“.
Оралното поглъщане на екстракти от алое вера може да бъде опасно, защото причинява реакции, които все още не са напълно разбрани. Особено опасно е за бременни жени. Някои хора имат алергични реакции, дори когато алое вера се прилага само върху кожата.
Алое вера се появява и разпространява в Африка: Мароко, Мавритания, Египет, Судан, Канарските острови, Кабо Верде и остров Мадейра, както и в южната половина на Арабския полуостров. Растението се среща и в див вид на Канарските острови, както и в тропически, полутропически и сух климат по целия свят.
Видът е атрактивен за декоративни цели и успешно се отглежда на закрито като саксийно растение.
- Стайно растение алое вера със зъбци по краищата на листата
- Алое вера с вградено изображение на цвете.
- Петнисти форми, наричани още китайски алое вера